# NGC 512

NGC 512

إن جي سي 512 (بالألمانية: NGC 512) التي يرمز لها بالرمز NGC 512، هي مجرة، في كوكبة المرأة المسلسلة.

## الاكتشاف
اكتشفت في 31 أكتوبر 1827، بواسطة جون هيرشل.